# (3023) Heard
(3023) Heard est un astéroïde de la ceinture principale.

## Description
(3023) Heard est un astéroïde de la ceinture principale. Il fut découvert le 5 mai 1981 à la station Anderson Mesa par Edward L. G. Bowell. Il présente une orbite caractérisée par un demi-grand axe de 2,22 UA, une excentricité de 0,08 et une inclinaison de 4,0° par rapport à l'écliptique.

## Compléments